# 289P/Blanpain
289P/Blanpain är en periodisk komet. Den upptäcktes 28 november 1819 av J. J. Blanpain i Marseille. 

## Upptäckten
J. J. Blanpain upptäckte kometen på morgonhimmeln i stjärnbilden Jungfrun. Han beskrev den som vara mellan sex och sju bågminuter i diameter och utan svans. Dagen efter kunde upptäckten bekräftas. En oberoende upptäckt gjordes den 5 december av Jean-Louis Pons. Flera astronomer följde sedan kometen fram till 25 januari 1820, varefter kometen försvann in i ett område där den var svår att observera den. Utifrån observationerna bestämdes en omloppsbana som hade en periheliepassage den 20 november och en omloppstid på 5,1 år.

## Återupptäckt
2 november 2003 upptäckte Catalina Sky Survey i Arizona en småplanet. Genom att följa dess omlopp runt solen tillbaka till 1819/20 kom man fram till att detta kunde vara en återupptäckt av Blanpains komet. 4 juli 2013 återfanns åter en småplanet av Pan-STARRS 1 i Hawaii. Nu kunde man definitivt koppla ihop de olika observationerna med Blanpains komet.